# Faculté de droit et de science politique de Paris-Nanterre
 (juillet 2024).
La Faculté de droit et de science politique de Nanterre est une unité de formation et de recherche de l'Université de Paris 10 située dans la ville de Nanterre dans les Hauts-de-Seine.

## Présentation
La faculté de droit est née en 1966 comme faculté de droit et des sciences économiques de l’université de Paris à Nanterre. Elle eut notamment pour doyens Philippe Malaurie et Jean-Maurice Verdier. À la suite de la loi Faure, la nouvelle Université de Paris X hérita en 1970 d'une partie de la faculté de droit de Paris.
Reconnue pour son excellence dans l'enseignement et la recherche en droit et en science politique,,, la faculté de droit et science politique est forte de plus de 9 000 étudiants dont près de 600 doctorants. Elle offre 8 mentions de licence ainsi que 26 spécialités de master professionnel et 21 spécialités de master recherche.
Elle dispose par ailleurs d'un Institut d'études judiciaires - Henri Motulsky préparant aux concours et examens juridiques.

## L'offre de formation

### Capacité en droit
La capacité en droit offre une formation en droit de deux années à destination des étudiants non titulaire du baccalauréat
Les titulaires du certificat de Capacité en droit peuvent s'inscrire en première année de licence de droit ou obtenir la dispense du baccalauréat en vue de la poursuite d’études supérieures autres que juridiques

### Institut d'études judiciaires (IEJ)
La faculté de droit et de science politique dispose de l'Institut d'études judiciaires - Henri Motulsky.
L'IEJ prépare à l'examen d'accès à la Haute École des avocats conseils (HEDAC) ainsi qu'aux concours de l'École nationale de la magistrature (ENM), de l'École Nationale Supérieure de la Police (ENSP) et de l'Ecole des officiers de la gendarmerie nationale (EOGN).

### Licence
La faculté de droit et de science politique de Paris X offre 3 licences générales :
- mention Droit
- mention Science Politique
- mention Droit - Économie

S'y ajoutent 5 licences couplant droit français et droit étranger (italien, anglais-américain, allemand, espagnol, russe) dont l'admission dépend de la réussite à un examen de langue.
L'Institut de préparation à l'administration générale (IPAG) associé délivre par ailleurs une licence d'administration publique.

### Master
Au niveau du master, sont proposées 26 spécialités de master professionnel (P) et 21 spécialités de master recherche (R). Certains masters sont également proposés en formation par alternance (A).

#### Droit
- Analyse économique de droit (R)
- Concurrence et régulation des marchés (P)
- Contentieux des affaires (P)
- Droits de l'homme (P) (R)
- Droit des nouvelles technologies et société de l'information (P)
- Droit de l'entreprise (P) (R)
- Droit public général et économique (P) (R)
- Contentieux international et européen (P) (R)
- Droit des relations internationales et de l'Union européenne (R)
- Droit du commerce international (P)
- Droit notarial (P)
- Droit pénal et procédure pénale (R)
- Droit privé et professions judiciaires (P) (R) (A)
- Droit de la protection sociale et droit de la santé (P) (R)
- Droit social et gestion des ressources humaines (P) (A)
- Droit social et relations professionnelles (R) (A)
- Juriste européen (P)
- Théorie et Analyse du droit (R)

#### Études bilingues des droits de l'Europe
- Droit des Affaires allemand (P) (R)
- Droit international et Européen allemand (P) (R)
- Droit des Affaires anglo-américain (P) (R)
- Droit International et Européen anglo-américain (P) (R)
- Droit des Affaires espagnol (P) (R)
- Droit International et Européen espagnol (P) (R)
- Droit des Affaires italien (P) (R)
- Droit International et Européen italien (P) (R)
- Droit des Affaires russe (P) (R)
- Droit International et Européen russe (P) (R)

#### Science politique
- Gestion des collectivités territoriales (P)
- Management du risque (P)
- Sociologie politique comparative (R)
- Travail politique et parlementaire (P)

### Doctorat
L'école doctorale de sciences juridiques et politiques propose 4 disciplines :
- Droit privé et sciences criminelles (Section 01 du CNU)
- Droit public (Section 02 du CNU)
- Histoire du droit et des institutions (Section 03 du CNU)
- Sciences politiques (Section 04 du CNU)

Le doctorat est préparé dans l'un des centres de recherche de l'école doctorale.

## La recherche
L'école doctorale de sciences juridiques et politiques est dirigée par Eric Millard et Emmanuel Dockès. Elle fut dirigée de 1991 à 1998 par Antoine Lyon-Caen, de 1999 à 2006 par Danièle Lochak et de 2006 à 2010 par Pierre Brunet et Jean-Sylvestre Bergé.
Elle se compose de 11 centres de recherche dont trois unités mixtes de recherche couvrant les grands domaines du droit et de la science politique. Elle bénéficie d’un encadrement composé de 148 enseignants-chercheurs et chercheurs habilités à diriger des recherches.
Le bureau de l'école doctorale est composé par Véronique Champeil-Desplats, Jacqueline Domenach, Laurence Folliot-Lalliot, Paul Guyonnet, Soazick Kerneis, Bernard Lacroix, Xavier Lagarde, Danièle Lochak, Antoine Lyon-Caen et Marie-Gabrielle Thiant.
| Nom                                                                              | Identification | Directeur(s)                                | Partenariat(s) | Enseignants-chercheurs / CRNS |
| -------------------------------------------------------------------------------- | -------------- | ------------------------------------------- | --- | ----------------------------- |
| Centre de recherche et d'études sur les droits fondamentaux (CREDOF)             | EA 3933        | Véronique Champeil-Desplats, Danièle Lochak | Associé à la Chaire Unesco "Droits de l’homme et violence". Partenaire du Centre de théorie et analyse du droit et du CEDIN. | 18                            |
| Centre de droit pénal et de criminologie (CDPC)                                  | EA 3982        | Pierette PONCELA, Elisabeth FORTIS          | | 14                            |
| Institut de recherche sur l'entreprise et les relations professionnelles (IRERP) | EA 4419        | Georges Borenfreund, Isabelle VACARIE       | | 12 / 1                        |
| Centre de théorie et analyse du droit                                            | UMR 7074       | Pierre Brunet, Michel Troper                | Associé à l'École normale supérieure (rue d'Ulm), à l'EHESS, Centre d'études des normes juridiques et au CREDOF.             | 21 / 4                        |
| Centre d'histoire et d'anthropologie du droit (CHAD)                             | EA 4417        | Soazick KERNEIS                             | |                               |
| Centre d'études juridiques européennes et comparées (CEJEC)                      | EA 2320        | Jean-Sylvestre BERGÉ, Sophie ROBIN-OLIVIER  | | 24                            |
| Centre du droit civil des affaires et du contentieux économique (CEDCACE)        | EA 3457        | Emmanuelle CLAUDEL                          | | 26                            |
| Centre de recherche en droit public (CRDP)                                       | EA 381         | Matthieu CONAN                              | | 20                            |
| Centre de droit international de Nanterre (CEDIN)                                | EA 382         | Franck LATTY                                | Associé au CREDOF | 22                            |
| Institut des Sciences sociales du Politique (ISP)                                | UMR 7220       | Marie-Claire Lavabre                        | Associé à l'École normale supérieure de Cachan                                                                               | 23 / 19                       |
| Groupe d'analyse politique (GAP)                                                 | EA 1591        | Bernard LACROIX                             | |                               |

## Personnalités liées
- Vincent Bolloré, président du Groupe Bolloré (DESS en droit).
- Georges Borenfreund, professeur de droit privé.
- Pierre Brunet et théoricien du droit, directeur du centre de théorie du droit, professeur de droit.
- Francis Caballero, professeur de droit pénal.
- Marie-Jeanne Campana, professeur de droit privé.
- Guy Carcassonne, professeur émérite en droit public.
- Emmanuel Dockès, professeur de droit, codirecteur de l'école doctorale.
- Olivier Duhamel, spécialiste de droit constitutionnel et homme politique (Parti socialiste), ancien député européen.
- Jean Foyer, ancien garde des sceaux.
- Géraud de Geouffre de La Pradelle, professeur de droit privé.
- Brice Hortefeux, ministre de l'immigration, de l'intégration, de l'identité nationale et du codéveloppement, Maitrise de droit public en 1984.
- Christine Lagarde, ministre de l'économie, des finances et de l'emploi, DESS de droit.
- Jack Lang, professeur de droit, 1986-1988 et 1993-1999.
- André Legrand, professeur de droit public, président honoraire de l’université.
- Pierre Lellouche, avocat et homme politique français.
- Danièle Lochak, ancienne présidente du GISTI (1985 - 2000), professeur émérite de droit.
- Antoine Lyon-Caen, professeur de droit privé (droit social).
- Eric Millard, professeur de théorie du droit, codirecteur de l'école doctorale.
- Alain Pellet, professeur de droit international public et conseil devant les juridictions internationales.
- Nicolas Sarkozy, Président de la République, maîtrise de droit privé en 1978.
- Jean-Maurice Verdier, président honoraire de l'Université Paris X, professeur émérite de droit privé.

## Accès
La faculté de droit et de science politique située sur le campus de Nanterre est accessible via la gare de Nanterre - Université. Celle-ci est desservie par la ligne A du RER parcourant la branche A1 de Saint-Germain-en-Laye et par la ligne L du Transilien.
L'université de Paris X est située à 5 minutes de La Défense et à 10 minutes de la gare de Charles-de-Gaulle - Étoile par le RER A.